# Bergis Svanören
Bergis Svanören även kallad Tärnsgrund är en ö i Finland.   Den ligger i den ekonomiska regionen  Vasa  och landskapet Österbotten, i den västra delen av landet, 400 km nordväst om huvudstaden Helsingfors. Arean är 0,37 kvadratkilometer.
Terrängen på Bergis Svanören är mycket platt. Den sträcker sig 1,2 kilometer i nord-sydlig riktning, och 1,0 kilometer i öst-västlig riktning.